# Heinkel He 274
Heinkel He 274 − czterosilnikowy ciężki samolot bombowy. Wariant samolotu He 177.